# Alex Clare
Alexander George Clare (født 14. september 1985) er en pop-/R&B-/dubstepsinger-songwriter fra Storbritannien. Hans debutalbum, The Lateness of the Hour, udkom i Storbritannien den 11. juli 2011 på pladeselskabet Island Records. Albummet er produceret af Mike Spencer og Major Lazer.

## Diskografi
- The Lateness of the Hour (2011)
- Three Hearts (2014)
- Tail of Lions (2016)